# My Lucky Day (песня DoReDos)
«My Lucky Day» (с англ. — «Мой удачный день») — песня молдавской группы DoReDos, которая вошла в десятку на конкурсе «Евровидение-2018» в Лисабоне. Также песня имеет русскоязычную версию под названием «Мой счастливый день».

## Евровидение
24 февраля группа DoReDos проходила национальный отбор «O melodie pentru Europa 2018» для конкурса «Евровидения», и в этот день участники группы и их песня были объявлены победителями, после чего они получили право представлять свою страну на конкурсе «Евровидение». Песня участвовала во втором полуфинале конкурса, состоявшийся 10 мая 2018 года, и сумела выйти в финал. В финале они заняли 10 место.

## Композиция
| №  | Название                         | Автор(ы)                      | Длительность |
| -- | -------------------------------- | ----------------------------- | ------------ |
| 1. | «My Lucky Day»                   | Джон Бэллард, Филипп Киркоров | 3:03         |
| 2. | «My Lucky Day» (karaoke version) |                               | 3:03         |